# Silbodals distrikt
Silbodals distrikt är ett distrikt i Årjängs kommun och Värmlands län. Distriktet ligger omkring Årjäng i sydvästra Värmland.

## Tidigare administrativ tillhörighet
Distriktet inrättades 2016 och utgörs av området som till 1971 utgjorde Årjängs köping som 1952 införlivade hela Silbodals socken.
Området motsvarar den omfattning Silbodals församling hade vid årsskiftet 1999/2000.

## Tätorter och småorter
I Silbodals distrikt finns en tätort men inga småorter.

### Tätorter
- Årjäng